# Yūichi Komano
Yuichi Komano (født 25. juni 1981) er en japansk professionel fodboldspiller, som spiller for den japanske fodboldklub Júbilo Iwata. Han er forsvarsspiller, og er også en del af det japanske fodboldlandshold. Komano har spillet for flere forskellige klubber i sin karriere, herunder Sanfrecce Hiroshima.
Han blev desuden udtaget til Japans VM-trup ved VM i fodbold 2010 i Sydafrika.